# Wilhelmine Clauss-Szarvady
Wilhelmine Clauss-Szarvady née Clauss, à Prague le 12 décembre 1832 et morte à Paris le 2 septembre 1907, est une pianiste franco-tchèque.

## Biographie
Elle étudie le piano à Prague avec Josef Proksch. En 1849, elle fait ses débuts sur scène à Prague. En 1855, elle épouse le diplomate et journaliste hongrois Frigyes Szarvady (1822-1882) et vit avec lui à Paris. De là, elle voyage à travers l'Europe et est très recherchée comme pianiste de concert. Elle se produit seule en Angleterre pour des concerts annuels de 1852 à 1886. Elle était considérée comme une spécialiste de Scarlatti, Bach et Beethoven, mais également pour des compositeurs contemporains comme Berlioz, Liszt et Schumann. Joachim Raff lui a consacré en 1870 son Trio pour piano, violon et violoncelle n° 3, Opus 155.
Auguste Auspitz-Kolár, pianiste et compositrice, fut une de ses élèves.

## Œuvres
Concerto (fa mineur) pour piano et deux violons, alto et violoncelle, composé par Carl Philipp Emanuel Bach. D'après un manuscrit inédit pour piano seul, revu et édité par Wilhelmine Szarvady née Clauss. Leipzig, Senff, sans date.

## Sources
- Portraits :
  - Wilhelmine Clauss d'après Henri Lehmann, 1852, gravure sur bois ; 15 × 15 cm
  - Wilhelmine Clauss Auguste Lemoine, d'après Henri Lehmann, 1850, estampe, lithographie ; 21 × 23 cm
- Musik und Gender im Internet
- Sophie Drinker Institut
- Schumann Network
- Dictionnaire universel des contemporains, Gustave Vapereau, Volume 2, Hachette et Cie, 4e édition, Paris, 1870